# Zenon Kaczmarek
Zenon Kaczmarek (ur. 4 lipca 1905 w Koźminie, zm. 22 października 1984 w Poznaniu) – polski nauczyciel, w latach 1927–1939 i 1945–1951 dyrektor szkół zawodowych we Wrześni (obecnego Zespołu Szkół Politechnicznych im. Bohaterów Monte Cassino).

## Życiorys
Syn stolarza Szymona Kaczmarka i Michaliny z domu Bela. Związany ze szkolnictwem zawodowym we Wrześni. Od 1925 był nauczycielem w Szkole Dokształcającej dla Uczniów Rzemiosła we Wrześni, a od 1927 jej kierownikiem. W 1933 uzyskał uprawnienia do nauczenia języka polskiego, rysunku geometrycznego i odręcznego oraz przedmiotów ogólnozawodowych. W 1936 zdał egzamin czeladniczy stolarski. Stworzył bazę materialną, lokalową oraz kadrową Zespołu Szkół Zawodowych we Wrześni, obecnego Zespołu Szkół Politechnicznych im. Bohaterów Monte Cassino we Wrześni. 31 sierpnia 1950 odwołano go ze stanowiska z uwagi na jego protest przeciwko usuwaniu krzyży ze szkół. W następnych latach był nauczycielem w szkole w Kole oraz wicedyrektorem Liceum Chemicznego w Poznaniu, gdzie zamieszkał.
Zmarł 22 października 1984. Został pochowany 26 października 1984 na cmentarzu Junikowo w Poznaniu.

## Życie osobiste
Był żonaty z Zofią Zakrzewską, z którą miał dwójkę dzieci: syna Mariana i córkę Teresę.